# Phalacrognathus muelleri
Phalacrognathus muelleri és una espècie de coleòpter polífag de la família dels lucànids. Es troba al nord de Queensland (Austràlia) i a Nova Guinea. L'escarabat és el simbol de la Societat Entomològica de Queensland des de l'any 1973.

## Etimologia
Aquesta espècie va ser anomenada com a Phalacrognathus muelleri per William John Macleay en honor del baró Ferdinand von Mueller, un botànic del govern victorià; el gènere Phalacrognathus va ser creat al mateix temps.

## Descripció
Els mascles de Phalacrognathus muelleri són els espècimens més grossos de la família dels lucànids a Austràlia, amb mides que oscil·len entre els 24 i els 70 mm de llargada, mentre que les femelles, més petites, oscil·len entre els 23 i els 46mm.

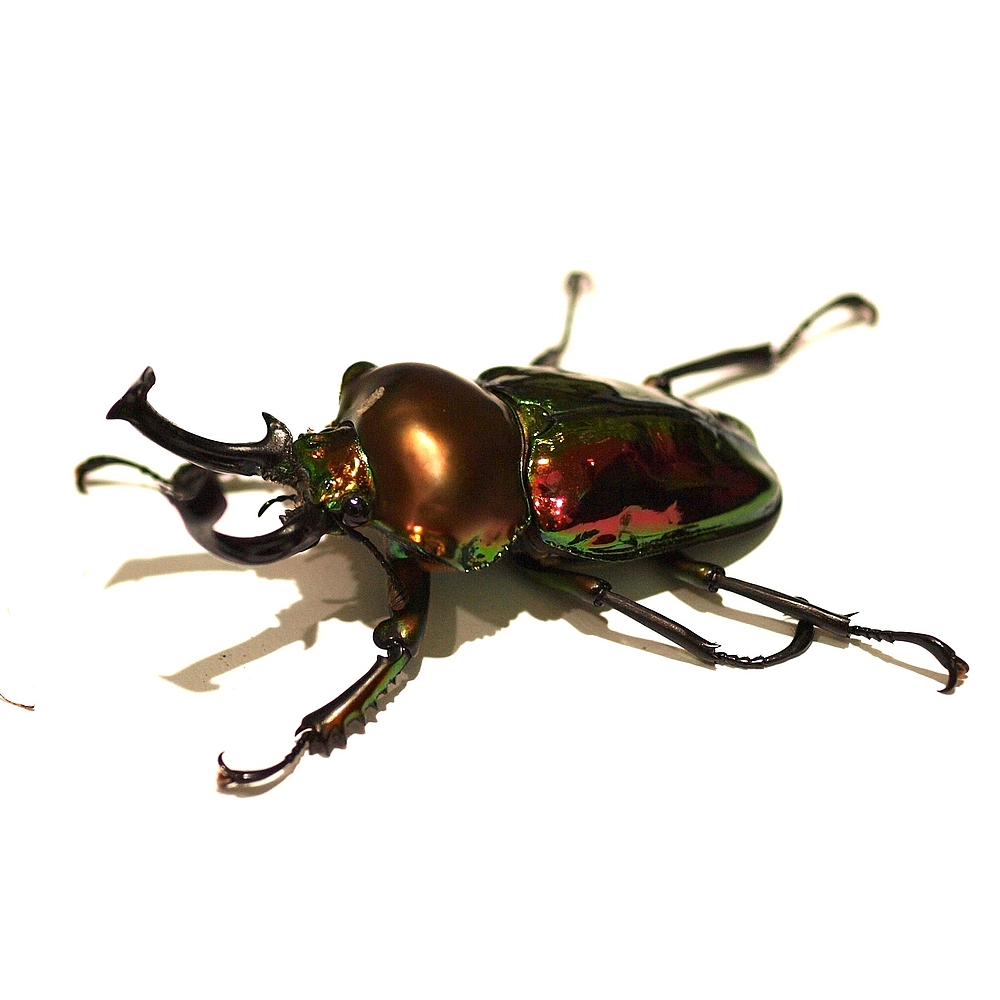
Mascle
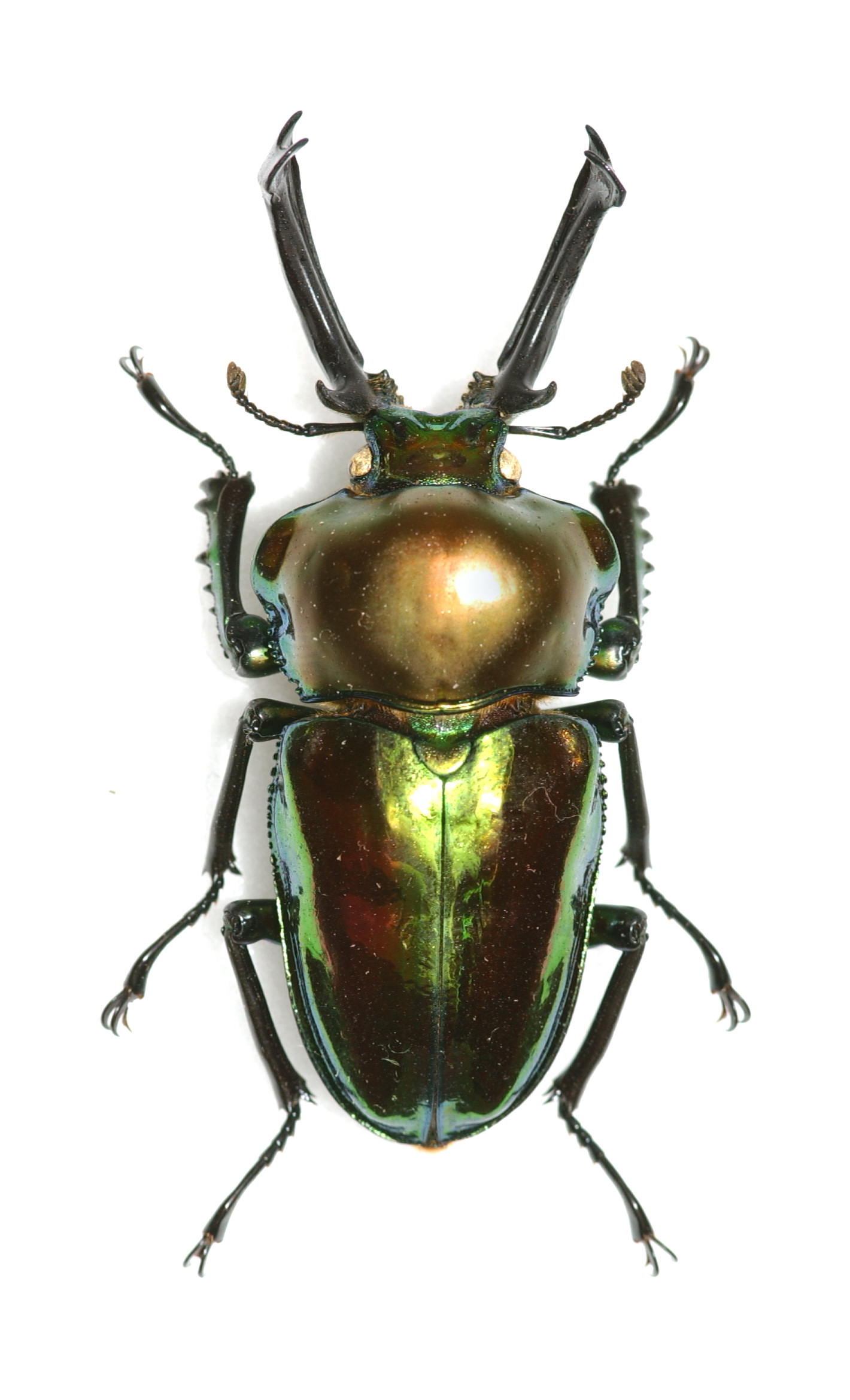
Mascle

## Criança
Aquesta espècie cria en àrees tropicals humides. Les femelles poden pondre fins a 50 ous que trigaran entre 10 i 14 dies en obrir-se. La larva pot veure's dins de l'ou abans que aquesta en surti. i pot trigar fins a tres anys a madurar.

## Subespècies
- Phalacrognathus muelleri muelleri — Queensland, Australia
- Phalacrognathus muelleri fuscomicans — Nova Guinea